# (36540) 2000 QB93
2000 QB93 (asteroide 36540) é um asteroide da cintura principal. Possui uma excentricidade de 0.20054880 e uma inclinação de 2.56873º.
Este asteroide foi descoberto no dia 25 de agosto de 2000 por LINEAR em Socorro.